# Pokémon – Pikachu, a detektív
A Pokémon – Pikachu, a detektív (eredeti cím: Pokémon: Detective Pikachu, japánul: 名探偵ピカチュウ) 2019-es akció–kaland családi film. Az Amerikai Egyesült Államokban a bemutató dátuma 2019. május 10. A film japán–amerikai közös gyártású, a The Pokémon Company és a Legendary Pictures készítette.

## Cselekmény
Tim, egy legendás nyomozó fia gyerekkorában Pokémon-edző akart lenni. Miután édesanyja súlyos beteg lett és meghalt, Timet a nagyanyja nevelte. Apja a bánat miatt másik városba költözött, fiát a nagyanyjánál hagyta.
Amikor Timet értesítik, hogy apja meghalt, bár évek óta nem tartották egymással a kapcsolatot, Tim elutazik abban a városba, ahol apja élt és dolgozott. Abban a városban az emberek és pokemonok békésen élnek.
Apja lakásában egy különös pokemon keresi fel Timet. Kicsi, sárga, villám alakú farka van, és sapkája. Azt állítja magáról, hogy nyomozó és segíteni tud Tim apja megtalálásában, mert meg van róla győződve, hogy életben van. Furcsa az is, hogy Tim érti, amit Pikachu, a pokemon mond. A többi ember ugyanis nem ért a pokemonok nyelvén.
Tim véletlenül egy lila gázt kibocsátó ampullát talál, amitől a közeli pokemonok megvadulnak, és neki Pikachuval együtt menekülnie kell.

## Szereplők
| Szerep                | Színész                                                    | Magyar hang                        | Megjegyzés |
| --------------------- | ---------------------------------------------------------- | ---------------------------------- | --- |
| Pikachu detektív      | Ryan Reynolds (érthető hang) Ikue Ōtani (nem érthető hang) | Nagy Ervin                         | Egy világszínvonalú nyomozó és kivételesen okos, akit csak Tim tud megérteni. Ikue Ōtani nyújtja Pikachu nyomozó normál hangját, amit Tim nem ért. |
| Tim Goodman           | Justice Smith Max Fincham (gyerek)                         | Penke Bence, Nagy Gereben (gyerek) | Korábbi pokémonedző, aki az eltűnt apját keresi; Pikachu nyomozó lesz a partnere, és az egyetlen, aki képes beszélni vele.                         |
| Lucy Stevens          | Kathryn Newton                                             | Laudon Andrea                      | Riporter, akit egy Psyduck kísér. |
| Sebastian             | Omar Chaparro                                              | Gémes Antos                        | Pokémonedző, aki a pokémonokért harci arénát vezet, valamint egy Charizard birtokosa.                                                              |
| Howard Clifford       | Bill Nighy                                                 | Harsányi Gábor                     | A Ryme City mögötti látnok. |
| Roger Clifford        | Chris Geere                                                | Moser Károly                       | Howard fia és a Clifford Enterprises elnöke. |
| Dr. Ann Laurent       | Rita Ora                                                   | Csuha Borbála                      | Egy tudós. |
| Nagyi                 | Josette Simon                                              | Makay Andrea                       | Tim nagymamája. |
| Hadeo Yoshida nyomozó | Vatanabe Ken                                               | Kőszegi Ákos                       | Ryme City veterán rendőrhadnagya és Harry barátja, akit egy Snubbull kísér.                                                                        |
| Jack                  | Karan Soni                                                 | Molnár Levente                     | Tim barátja, aki Pokémonokat edzi. |
| DJ                    | Diplo                                                      | Király Adrián                      | ? |
| Polgármester          | Kadiff Kirwan                                              | Papucsek Vilmos                    | Ryme city polgármestere. |
| Mewtwo                | Rina Hishino, Kotaro Watanabe                              | Kis-Kovács Luca, Varga Gábor       | Egy mesterséges pokémon, amit Mew megtalált DNS mintájából álitottak elő.                                                                          |

- További magyar hangok:Bárány Virág, Bertalan Ágnes, Bor László, Bozai József, Czifra Krisztina, Csányi Dávid, Fehérváry Márton, Gyurin Zsolt, Hay Anna, Lipcsey Colini Borbála, Mesterházy Gyula, Mohácsi Nóra, Németh Attila, Pájer Alma Virág, Sipos Eszter Anna, Sörös Miklós, Suhajda Dániel, Téglás Judit

## Fordítás
- Ez a szócikk részben vagy egészben  a   Pokémon: Detective Pikachu című angol Wikipédia-szócikk ezen változatának fordításán alapul.  Az eredeti cikk szerkesztőit annak laptörténete sorolja fel. Ez a jelzés csupán a megfogalmazás eredetét és a szerzői jogokat jelzi, nem szolgál a cikkben szereplő információk forrásmegjelöléseként.